# Petelia erythroides
Petelia erythroides là một loài bướm đêm trong họ Geometridae.